# Termcap
Termcap es una biblioteca de software utilizada en los sistemas tipo Unix donde facilita propiedades de las diferentes terminales que existen. Esta biblioteca dota a los programas de la capacidad de utilizar la terminal de forma independiente, ayudando a simplificar la forma de portar programas que hagan uso de la terminal entre sistemas en modo texto. Bill Joy escribió la primera versión de esta biblioteca para el sistema operativo de Berkeley, de ahí fue portado a los demás sistemas Unix y sistemas operativos tipo Unix.
La base de datos de esta biblioteca describe la mayoría de las capacidades de las formas de presentar el texto en las terminales. Algunos de los programas que hacen uso de esta biblioteca son vi y emacs.
Algunas características que termcap maneja son: El número de columnas, el número de líneas que tiene el scroll-bar y el margen que se necesita para el correcto scrolling